# Нанава
Нанава (ісп. Nanawa; гуар. Nanágua) — місто в парагвайському департаменті Пресиденте-Хаєс, раніше відоме як Пуерто-Елса (Puerto Elsa). Назва «Нанава» отримана від назви форта Нанава, що існував в кількох десятках кілометрів на північ від міста і був відомий через велику перемогу парагвайських військ протягом Чакської війни.
Клімат міста жаркий, температури коливаються від 0 до 44° C (у середньому 26° C). Населення містечка станом на 2002 рік становило 5457 мешканців. Економіка міста залежить від сусіднього міста Клорінда в Аргентині, переважно аграрна, тут вирощуються батати, маніока, бобові та бульбові рослини.
| Парагвай | Це незавершена стаття з географії Парагваю. Ви можете допомогти проєкту, виправивши або дописавши її. |

1. ↑  Конько, Андрій (6 травня 2021). Чацька війна: деталі конфлікту Болівії та Парагваю. 24 Канал (українська) . Процитовано 28 лютого 2024.